# Matheus Leite Nascimento
Matheus Leite Nascimento známý zkráceně jako Matheus (* 15. ledna 1983, Ribeirópolis, Brazílie) je brazilský fotbalový útočník, který v současné době hraje za klub Dněpr Dněpropetrovsk v nejvyšší ukrajinské soutěži Premier Liha. Mimo Brazílii hrál na klubové úrovni v Portugalsku a na Ukrajině.

## Klubová kariéra
S Dněprem se dostal do finále Evropské ligy 2014/15 proti španělskému týmu Sevilla FC, v němž jeho klub podlehl soupeři 2:3.